# ضفادع وسيطة
الضفادع الوسيطة (الاسم العلمي: Mesobatrachia) هي رتيبة تتبع طائفة البرمائيات من شعبة الحبليات.

## تصنيف
- فيلق الضفدعيات المجرفية (الاسم العلمي:Pelobatoidea):
  - علاجيم مقرنة (الاسم العلمي: ضفادع مقرنة آسيوية)
  - علاجيم مجرفية أوروبية (الاسم العلمي: Pelobatidae)
  - علاجيم مجرفية أمريكية (الاسم العلمي: علجوم قدم المجرفة الأمريكي)
  - ضفادع بقدونسية (الاسم العلمي: Pelodytidae)
- فيلق الضفدعيات عديمة اللسان (الاسم العلمي:ضفدعيات عديمة اللسان):
  - ضفادع عديمة اللسان (الاسم العلمي: ضفادع عديمة اللسان)
  - علاجيم حفارة مكسيكية (الاسم العلمي: علاجيم أنفية)